# Dusin
Dusin – wieś w Polsce położona w województwie zachodniopomorskim, w powiecie kamieńskim, w gminie Kamień Pomorski.
W latach 1975–1998 miejscowość administracyjnie należała do województwa szczecińskiego.
|  |  |